# Stefano Cusani
Stefano Cusani (Solopaca, 24 dicembre 1815 – Napoli, 4 gennaio 1846) è stato un filosofo e storico della filosofia italiano.
Fu un idealista hegeliano vissuto nel Regno delle Due Sicilie, esponente dell'eclettismo filosofico di Victor Cousin. Scrisse numerosi saggi e note soprattutto di filosofia ma anche di critica letteraria, di musica e di economia.

## Biografia
Nacque il 24 dicembre 1815 a Solopaca, a metà strada tra Caserta e Benevento, all'epoca capoluogo distrettuale e di comprensorio del Regno delle Due Sicilie,  da Filippo  e da Caterina Cardillo. Il 10 ottobre 1842 si sposò con Teresa Marcarelli e nello stesso anno acquistò la tessera di socio dell'Accademia Pontaniana. Agli studi di filosofia unì quelli di grammatica, lessicografia intrapresi nella scuola del marchese Basilio Puoti, frequentata da Francesco De Sanctis e da Stanislao Gatti.
Partecipò al VII congresso degli scienziati italiani nell'ottobre 1845 a Napoli.
Punto di partenza dell'insegnamento filosofico di Stefano Cusani, comune a buona parte dei circoli filosofici dell'hegelismo di stanza a Napoli, dei quali era un esponente, furono le idee del francese Victor Cousin, il fondatore della storiografia filosofica. Fu discepolo, oltre che della scuola napoletana del marchese Basilio Puoti, anche della scuola del filosofo calabrese Pasquale Galluppi. Insegnò materie filosofiche dapprima a Montecassino, poi nel Collegio Tulliano di Arpino, dove fu affiancato da Bertrando Spaventa, chiamato poi a sostituirlo; infine si stabilì definitivamente a Napoli nel proprio studio privato.
Morì a Napoli all'età di soli 30 anni il 4 gennaio 1846.

## Opere
La maggior parte degli scritti di Cusani furono pubblicati su due riviste: Il progresso delle scienze, delle lettere e delle arti (dal 1832) e Museo di letteratura e filosofia. La seconda fu da lui stesso fondata nel 1841, con nome diverso, insieme con l'amico Stanislao Gatti. Dopo due anni il nome fu cambiato e la rivista continuò a uscire per un quindicennio dopo la sua morte, dal 1846 al 1860.
Molti dei saggi di filosofia più impegnati furono pubblicati, a partire dall'anno 1837, nella rivista Antologia, fondata a Firenze nel 1821 da Giovan Pietro Vieusseux e da Gino Capponi. Scrisse inoltre note e recensioni nel periodico l'Omnibus e nella Rivista napolitana.
Molte delle sue opere sono archiviate presso la Biblioteca "Stefano Cusani" di Solopaca.

### Saggi
Gli articoli più importanti, in cui si compendia il pensiero filosofico di Cusani:
- (1839) saggio Del metodo filosofico d'una storia
- (1839-1840) Della scienza fenomenologica o dello studio dei fatti di coscienza, pubblicato sul Progresso
- (1839) Del metodo filosofico e d'una sua storia infino agli ultimi sistemi di filosofia che sonosi veduti uscir fuori in Germania ed in Francia
- (1839) Del reale obbietto d'ogni filosofia e del solo procedimento a poterlo raggiungere
- (1839) Alcune idee intorno al romanzo storico
- (1839-40) Della scienza fenomenologica o dello studio de' fatti di coscienza
- (1839) Della poesia drammatica
- (1840) Un'obiezione dell'Hamilton intorno alla filosofia dell'Assoluto
- (1840) Della logica trascendentale
- (1841-42) Idea d'una storia compendiata della filosofia
- (1841) Della lirica considerata nel suo svolgimento storico e del suo predominio sugli' altri generi di poesia ne' tempi moderni
- (1841) Dell'economia politica considerata nel suo principio e nelle sue relazioni colle scienze morali
- (1842) Del modo da trattare la scienza degli esseri. Disegno di una metafisica
- (1842) Della percezione considerata relativamente alle esistenze esterne
- (1842) Della scienza assoluta

## Riconoscimenti
Nel comune di Solopaca è stato indetto nel 2015 un anno di celebrazione in occasione del centenario della nascita. Una via (corso Stefano Cusani) gli è stata intitolata a Solopaca poco dopo la sua morte.